# Östlig gulnäbbstoko
Östlig gulnäbbstoko (Tockus flavirostris) är en fågel i familjen näshornsfåglar inom ordningen härfåglar och näshornsfåglar.

## Utbredning och systematik
Fågeln förekommer från Etiopien och Somalia till norra Uganda och nordöstra Tanzania. Den behandlas som monotypisk, det vill säga att den inte delas in i några underarter.

## Status
IUCN kategoriserar arten som livskraftig.